# 安川悦子
安川 悦子（やすかわ えつこ、1936年10月 - ）は、日本の思想史・女性学者、名古屋市立大学名誉教授。専攻は社会思想史、ジェンダー論。夫は安川寿之輔。

## 略歴
横浜市生まれ。1959年名古屋大学経済学部卒。1964年同大学院経済学研究科博士課程満期退学、同助手。
1965年名古屋市立女子短期大学講師、1968年同助教授、1974-1975年ロンドン大学に留学、エリック・ホブズボームに師事。1975年同教授。1982年「イギリス労働運動と社会主義 「社会主義の復活」とその時代の思想史的研究」で、経済学博士（名古屋大学）の学位を取得。同年同書で労働関係図書優秀賞受賞。1995年同学長。
1996年名古屋市立大学人文社会学部教授、2002年退任。
福山市立女子短期大学学長。2010年退任。

## 著書
- イギリス労働運動と社会主義 「社会主義の復活」とその時代の思想史的研究 御茶の水書房、1982.1
- アイルランド問題と社会主義 イギリスにおける「社会主義の復活」とその時代の思想史的研究 御茶の水書房、1993.2
- フェミニズムの社会思想史 明石書店、2000.10. 明石ライブラリー

## 共著
- 民主主義と差別のダイナミズム 女性差別の社会思想史 安川寿之輔共著. 明石書店、1987.4.
- 消費する社会と消費される生活 共著. ユニテ、1990.12.
- 女性差別の社会思想史 安川寿之輔共著. 明石書店、1993.4.
- 「高齢者神話」の打破 現代エイジング研究の射程 竹島伸生共編著. 御茶の水書房、2002.4.
- 地域の力・地域の文化 多元都市「福山」の可能性 藤井輝明、西川龍也共編著. 児島書店、2010.2.

## 翻訳
- 労働擁護論 ホジスキン　世界の思想 第5 (イギリスの近代経済思想) 河出書房新社、1966.
- 市民革命と産業革命 二重革命の時代 E.J.ホブズボーム 水田洋共訳、岩波書店、1968.
- イギリス民衆教育論 浜林正夫共訳編、明治図書出版、1970. 世界教育学選集
- 素朴な反逆者たち 思想の社会史 E.J.ホブズボーム 水田洋・堀田誠三共訳、社会思想社、1989．
- 現代フェミニズムと労働 女性労働と差別 ヴェロニカ・ビーチ 高島道枝共訳、中央大学出版部、1993.3.
- フェミニズム歴史事典 ジャネット・K.ボールズ,ダイアン・ロング・ホーヴェラー編著 水田珠枝共監訳、明石書店、2000.8.
- フェミニズムの歴史と女性の未来 後戻りさせない エステル・フリードマン 西山惠美共訳、明石書店、2005.2.